# South Scarle
South Scarle is een civil parish in het bestuurlijke gebied Newark and Sherwood, in het Engelse graafschap Nottinghamshire. In 2001 telde het dorp 173 inwoners.